# Myiozetetes cayanensis
El bienteveo alicastaño (Myiozetetes cayanensis), también denominado mosquero alicastaño (en Ecuador, Panamá y Costa Rica), atrapamoscas de pecho amarillo (en Venezuela), mosquero llorón (en Ecuador), suelda crestinegra (en Colombia), mosquero de ala castaña (en Perú) o pitogüe mediano alas rufas (en Paraguay), es una especie de ave paseriforme de la familia Tyrannidae, perteneciente al género Myiozetetes. Es nativo del este de América Central, norte y centro de América del Sur.

## Distribución y hábitat
Se distribuye desde el extremo suroeste de Costa Rica, por Panamá, Colombia, Venezuela, Guyana, Surinam, Guayana Francesa, oeste y este de Ecuador, norte (excepto gran parte de la Amazonia occidental), centro y sureste de Brasil, extremo sureste de Perú y norte de Bolivia. Se ha registrado también en el este de Paraguay. Registrado como vagante accidental en Misiones, Argentina, en 2022.
Esta especie es considerada de bastante común a común (especialmente cerca de agua) en sus hábitats naturales: los claros arbustivos y plantaciones y los bordes de selvas húmedas, principalmente por debajo de los 1000 m de altitud.

## Sistemática

### Descripción original
La especie M. cayanensis fue descrita por primera vez por el naturalista sueco Carlos Linneo en 1766 bajo el nombre científico Muscicapa cayanensis; su localidad tipo es: «Cayena, Guayana Francesa».

### Etimología
El nombre genérico masculino «Myiozetetes» se compone de las palabras del griego «muia, muias» que significa ‘mosca’, y «zētētēs» que significa ‘perseguidor’; y el nombre de la especie «cayanensis», se refiere a Cayena o a la Guayana Francesa.

### Taxonomía
Los datos genéticos indican fuertemente que la presente especie es hermana de Myiozetetes similis y ambas forman un clado con el par formado por Myiozetetes granadensis y M. luteiventris. Las subespecies requieren una mejor investigación. La forma descrita M. cayanensis harterti Bangs & Penard, 1921, del este de Panamá, se considera indistinguible de hellmayri.

### Subespecies
Según las clasificaciones del Congreso Ornitológico Internacional (IOC) y Clements Checklist/eBird se reconocen cuatro subespecies, con su correspondiente distribución geográfica:

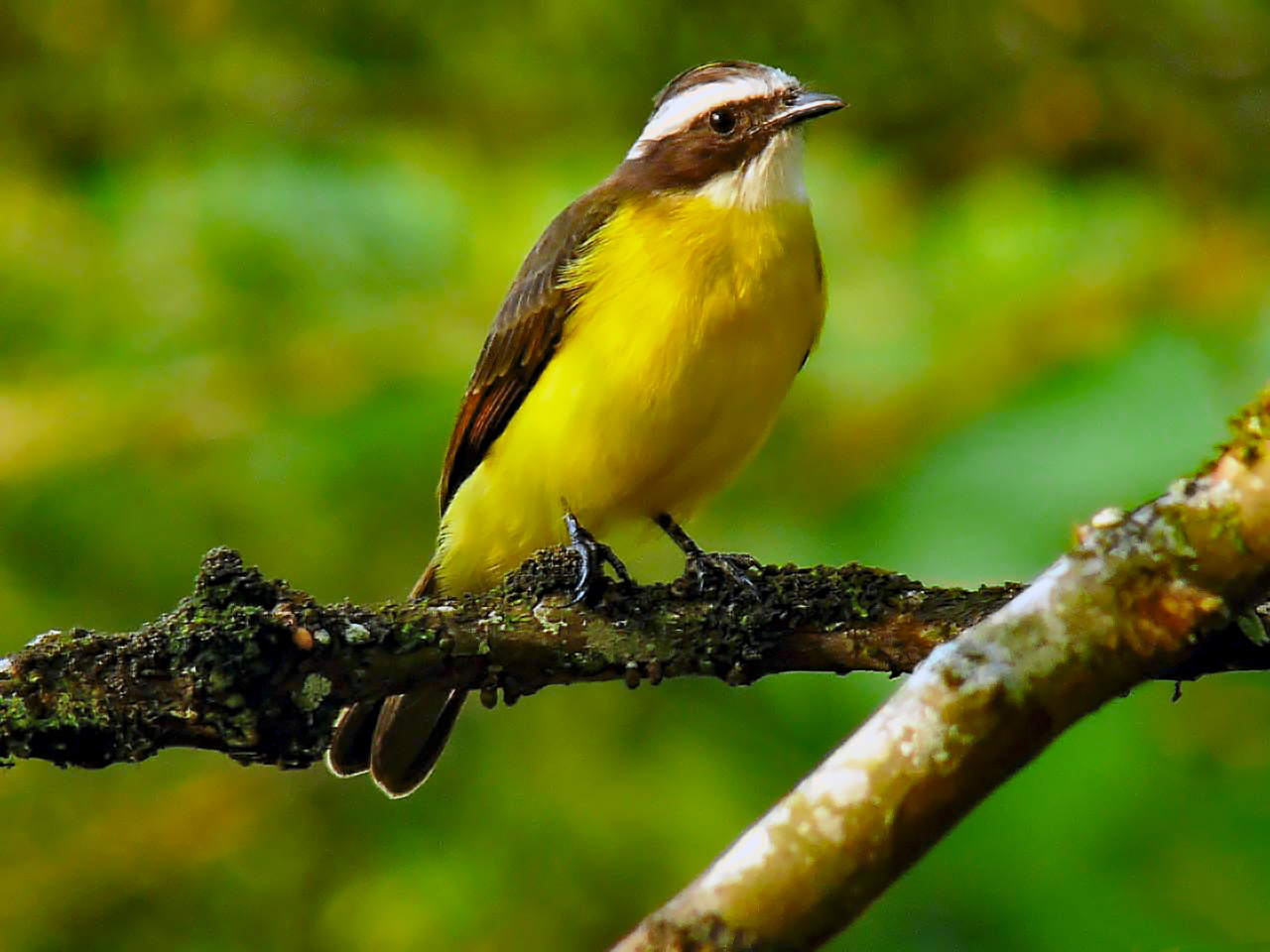
Myiozetetes cayanensis hellmayri en Manizales, Caldas, Colombia.

- Myiozetetes cayanensis hellmayri Hartert & Goodson, 1917 – extremo sur de Costa Rica, suroeste y este de Panamá (Chiriquí y sur de Veraguas, al este desde la Zona del Canal), norte y oeste de Colombia (a occidente de los Andes orientales), oeste de Venezuela (cuenca del Maracaibo, y pendiente occidental de los Andes desde el oeste de Lara al sur hasta Táchira) y oeste de Ecuador (al sur hasta El Oro y oeste de Loja).
- Myiozetetes cayanensis rufipennis Lawrence, 1869 – norte de Venezuela (al norte del río Orinoco), este de Colombia al este de los Andes orientales (Norte de Santander al sur hasta el oeste de Caquetá y Vaupés) y este de Ecuador.
- Myiozetetes cayanensis cayanensis (Linnaeus, 1766) – sur de Venezuela (Amazonas, Bolívar, Delta Amacuro), las Guayanas, norte y centro de Brasil (desde el río Negro al este hasta Maranhão y Piauí, al sur hasta el este de Acre, Rondônia, Mato Grosso do Sul, Goiás y oeste de Minas Gerais), sureste de Perú (Madre de Dios) y norte de Bolivia (al sur hasta Cochabamba y  norte de Santa Cruz); esta subespecie probablemente, registrada en el extremo este de Paraguay.
- Myiozetetes cayanensis erythropterus (Lafresnaye, 1853) – sureste de Brasil (sur y este de Minas Gerais, Río de Janeiro).